# Breakfast in Hollywood (film)
Breakfast in Hollywood est un film musical américain réalisé par Harold D. Schuster, sorti en 1946. Le titre fait référence à une émission de radio américaine.

## Synopsis
Une femme se rend à Hollywood pour y retrouver son fiancé, mais il ne se présente pas au rendez-vous. Munie d'un billet pour une émission de radio, elle rencontre un marin, ami de son fiancé. Le marin tombe amoureux de la jeune femme, avant de lui annoncer que son fiancé a épousé quelqu'un d'autre. Furieuse des avances du garçon, la jeune fille prend le bus pour rentrer chez elle, dans le Minnesota. L'animatrice de la radio joue le rôle d'une bonne fée, faisant arrêter le bus par la police et réunissant le couple, qui décide de se marier.
Spike Jones et son orchestre interprètent l'un de leurs morceaux les plus mémorables : « Cocktails for two ».

## Fiche technique
- Réalisation : Harold D. Schuster
- Scénario : Earl Baldwin
- Producteur : Robert Golden
- Photographie : Russell Metty
- Musique : John Leipold, James Mayfield
- Production : Golden Pictures
- Genre : Film musical, comédie[1]
- Distributeur : United Artists
- Durée : 90 minutes
- Date de sortie : 26 février 1946

## Distribution
- Tom Breneman (en) : Tom Breneman[2]
- Bonita Granville : Dorothy Larson
- Beulah Bondi : Mrs. Annie Reed
- Edward Ryan : Ken Smith
- Raymond Walburn : Richard Cartwright
- Billie Burke : Mrs. Frances Cartwright
- ZaSu Pitts : Elvira Spriggens
- Hedda Hopper : Hedda Hopper
- Andy Russell : Andy Russell
- Spike Jones : Spike Jones
- Nat King Cole : Nat King Cole